# Longueau
Longueau je francouzská obec v departementu Somme v regionu Hauts-de-France. V roce 2012 zde žilo 5 751 obyvatel.

## Sousední obce
Amiens, Boves, Cagny, Camon, Glisy

## Vývoj počtu obyvatel
Počet obyvatel